# 渡海文殊

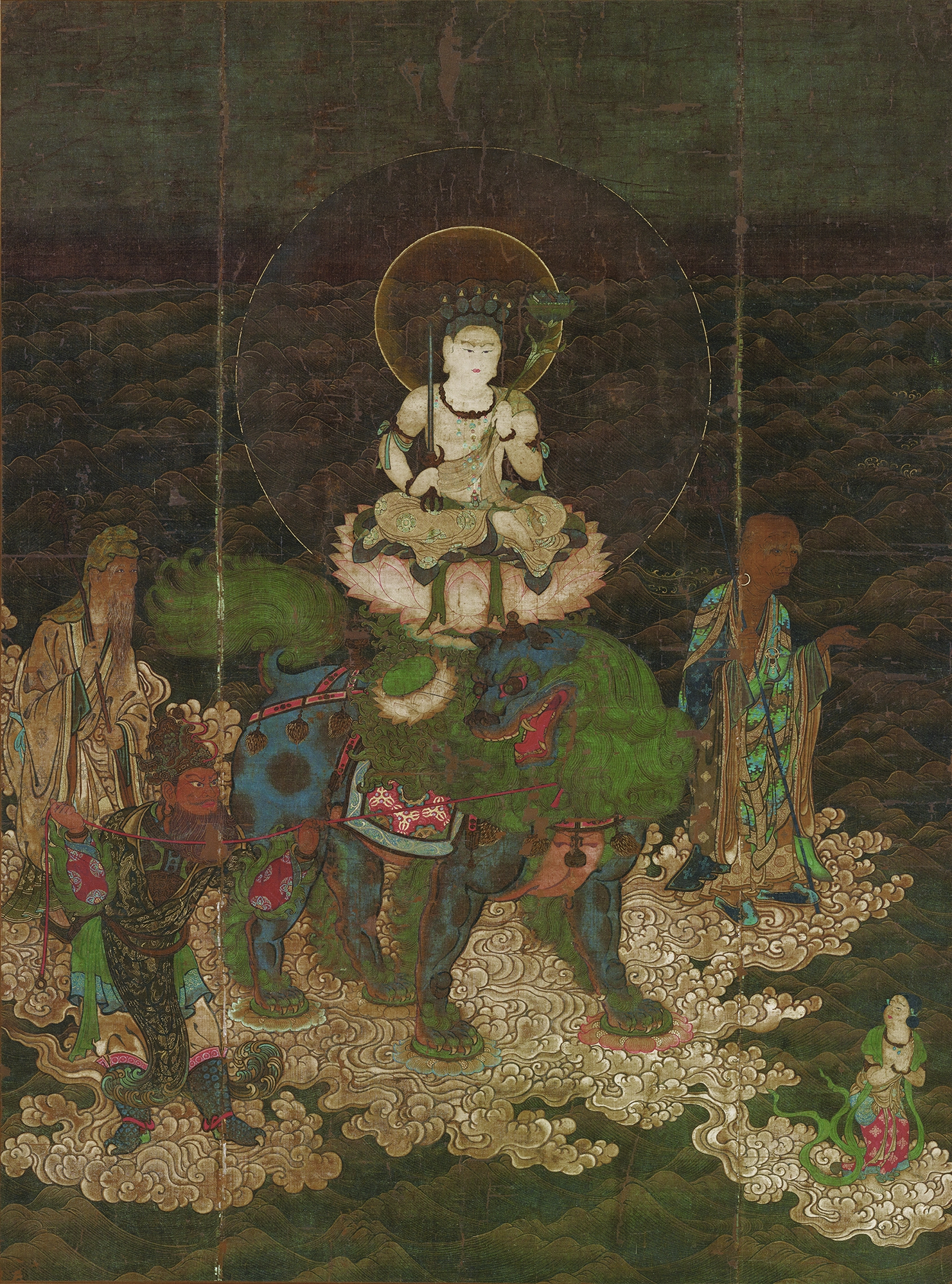
絹本著色文殊渡海図、鎌倉時代、醍醐寺蔵、国宝

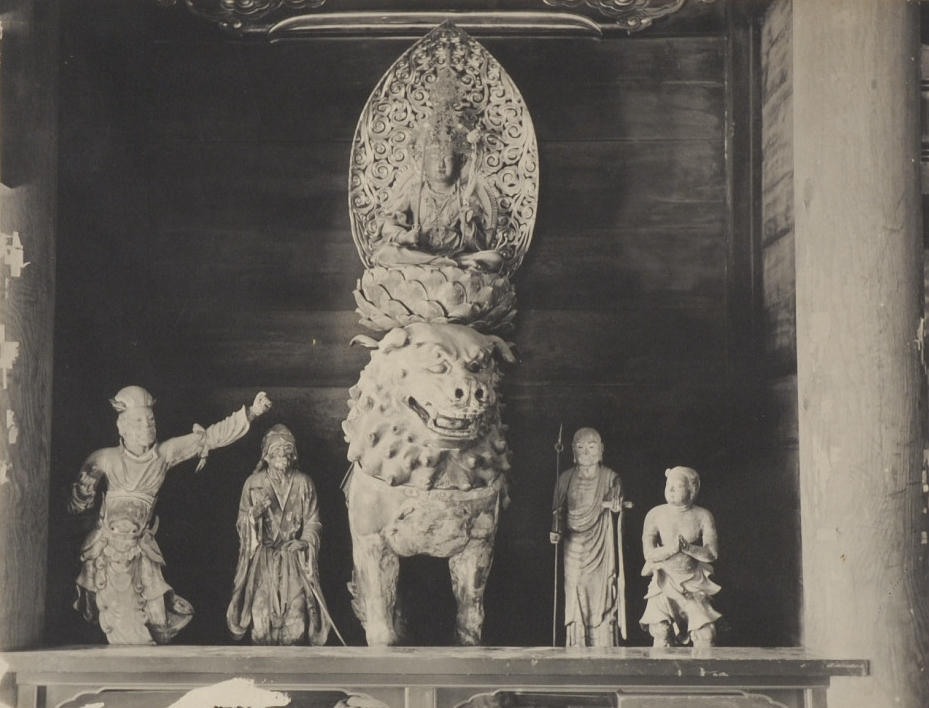
文殊菩薩騎獅像および四侍者像、鎌倉時代、西大寺蔵

渡海文殊（とかいもんじゅ）は、仏教美術の一形式。

## 概説
獅子に騎乗する文殊菩薩が、優填王（于闐王）・仏陀波利三蔵（須菩提）・善財童子・大聖老人（最勝老人、維摩居士）の4眷属を伴って、海を渡る姿で表現される。
中国の仏教における文殊菩薩信仰の聖地五台山に由来するもので、五台山文殊（ごだいさんもんじゅ）ともよばれる。

## 作例
- 中尊寺大長寿院蔵、木造騎獅文殊菩薩及脇侍像（経蔵安置）、平安時代、重要文化財[5][6]
- 醍醐寺蔵、絹本著色文殊渡海図、鎌倉時代、国宝[7]
- 金戒光明寺蔵、渡海文殊群像[8]

- 叡福寺蔵、絹本著色文殊渡海図、鎌倉時代、重要文化財[9]
- 安倍文殊院蔵、渡海文殊群像、国宝[1]
- 東京国立博物館蔵、興福寺勧学院旧蔵、康円作、木造騎獅文殊菩薩及脇侍像、鎌倉時代・文永10年(1273年)、重要文化財 [2]
- 西大寺 (奈良市)蔵、文殊菩薩騎獅像および四侍者像、鎌倉時代・正安4年(1302年)[10]
- 唐招提寺蔵、文殊五尊像、室町時代・14世紀[11]
- 竹林寺 (生駒市)蔵、文殊菩薩騎獅像[12]
- 竹林寺 (高知市)蔵、木造文殊菩薩及侍者像（5躯）、平安時代後期、重要文化財[13]

## 脚注

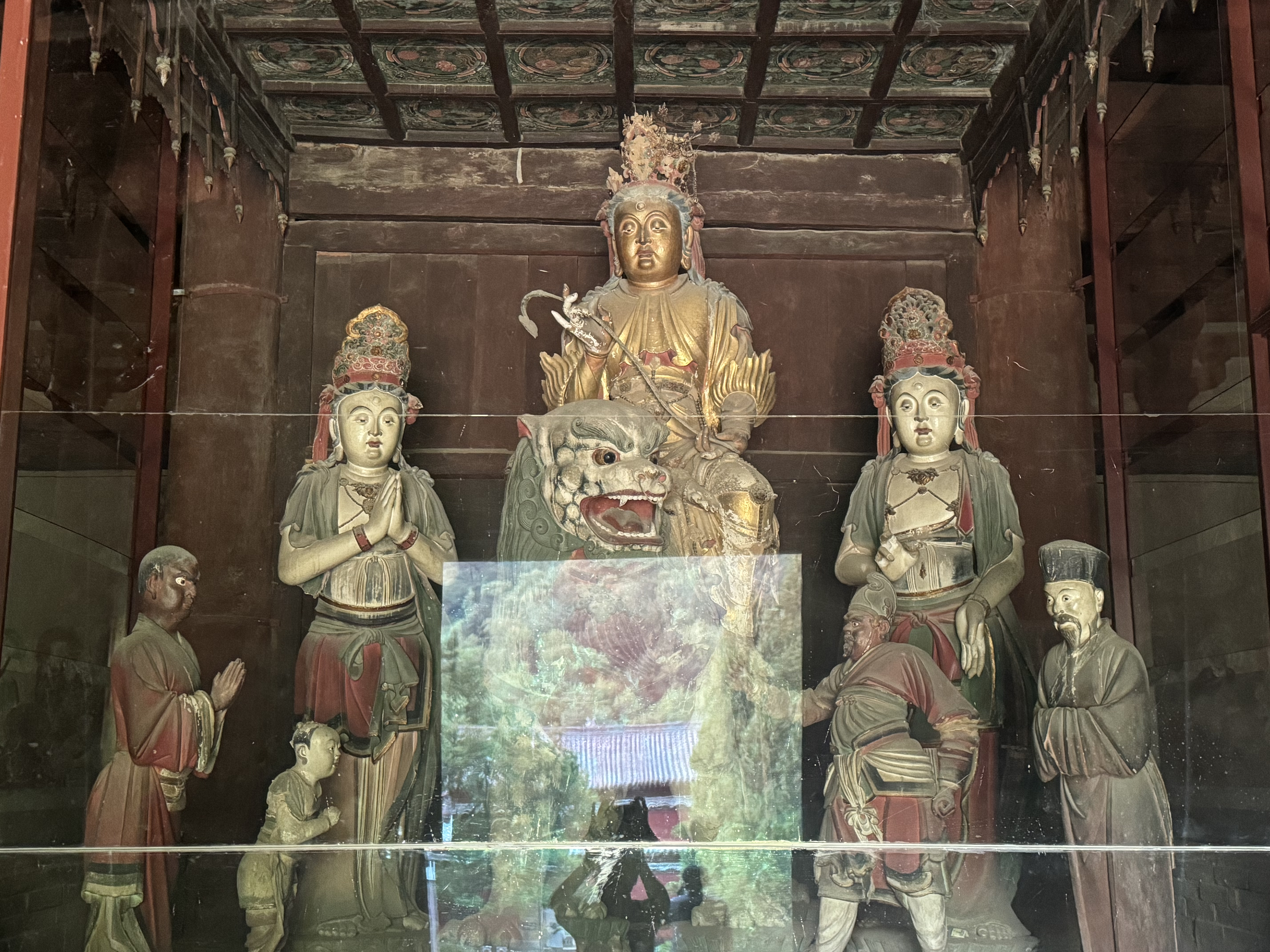
佛光寺文殊殿の金代彩色塑像群